# Joseph Flaugier
Joseph-Bernard Flaugier, dit Joseph Flaugier (en français) et Josep Bernat Flaugier (en catalan), né à Martigues le 10 décembre 1757 et mort à Barcelone le 3 janvier 1813, est un peintre français, directeur de l'école des Beaux-Arts de Barcelone, la célèbre Llotja, à partir de 1809.

## Biographie
Né à Martigues, de Joseph Flaugière, maître maçon de la ville, et de Catherine Blay, partisan de la Révolution française, sa famille s'installe à Tarragone en 1760, ainsi que son oncle, Pierre Flaugier, et sa femme. Son père, veuf, meurt à Cordoue le 19 avril 1768.
Il emménage à Barcelone en 1773 pour étudier à l'école de la Llotja. Artiste français, il va se retrouver face à l'obstruction du milieu espagnol. En 1775, il n'obtient que le troisième prix de dessin, en 1787, on lui refuse l'accès au concours lui permettant d'obtenir une bourse pour étudier la peinture à Rome. On l'autorise à concourir en 1790, sans rien obtenir. En 1805, il se porte candidat à l'Académie de San Fernando de Madrid, mais sans succès.
Bien qu'installé peintre à Barcelone, il a conservé des liens avec la Provence grâce aux biens qu'il y a reçu par ses parents. Il a eu de nombreux contacts avec la communauté française de Barcelone qui compte alors près de 2 000 personnes.
Il entreprend de nombreuses peintures religieuses, notamment pour l'abbaye de Poblet et pour les églises barcelonaises, mais également des portraits des monarques, comme ceux de Charles IV et de Marie-Louise de Bourbon-Parme (1802) et celui de Joseph Bonaparte (1808).
En 1808 débute l'invasion de l'Espagne par les armées de Napoléon Ier.
Il devient directeur de la Llotja en 1809 et occupe le poste jusqu'à son décès, à Barcelone, en 1813.
Il enrichit la collection de tableaux que possède l'école grâce à la réquisition des biens de l'église décidée par le roi d'Espagne, Joseph Ier, en 1809.

## Famille
- Pierre Flaugier, marié en premières noces avec Marianne Blay, morte en 1768, remariée avec Marie Lacoste[1],
  - Emmanuelle Flaugier, née du second mariage, mariée en février 1810 avec Joseph Bernard Flaugier,
- Joseph Flaugier, marié avec Catherine Blay,
  - Rosalie Flaugier (Martigues, 12 novembre 1759-Barcelone, 21 mai 1804),
  - Joseph Bernard Flaugier, marié le 3 février 1810 avec sa cousine, Emmanuelle Flaugier,
    - Louise Flaugier, née en 1810, morte jeune,
    - Joseph Flaugier (1812- ).

## Œuvres

La Rambla de Barcelone (1820).
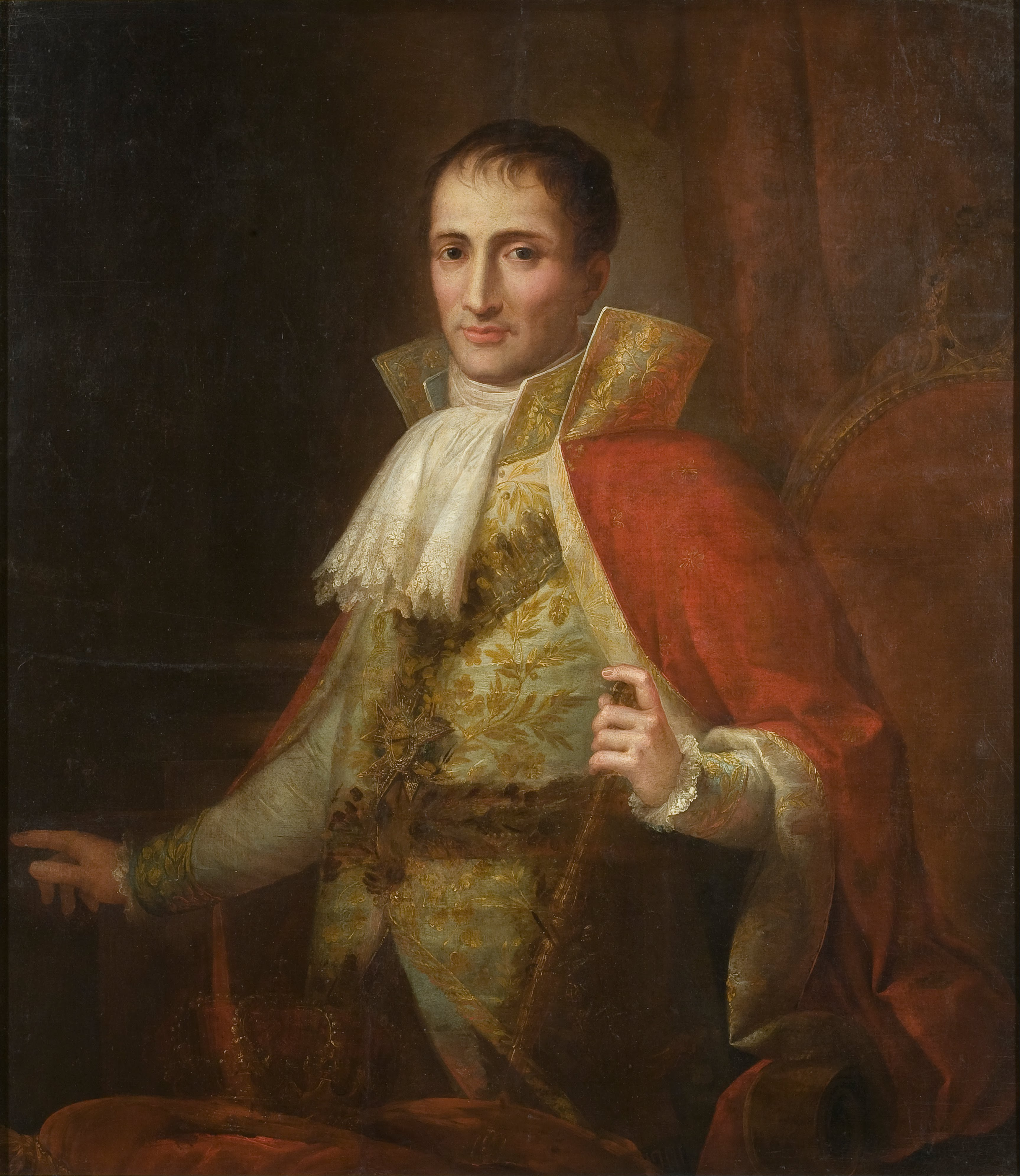
Portrait de Joseph Bonaparte (MNAC).
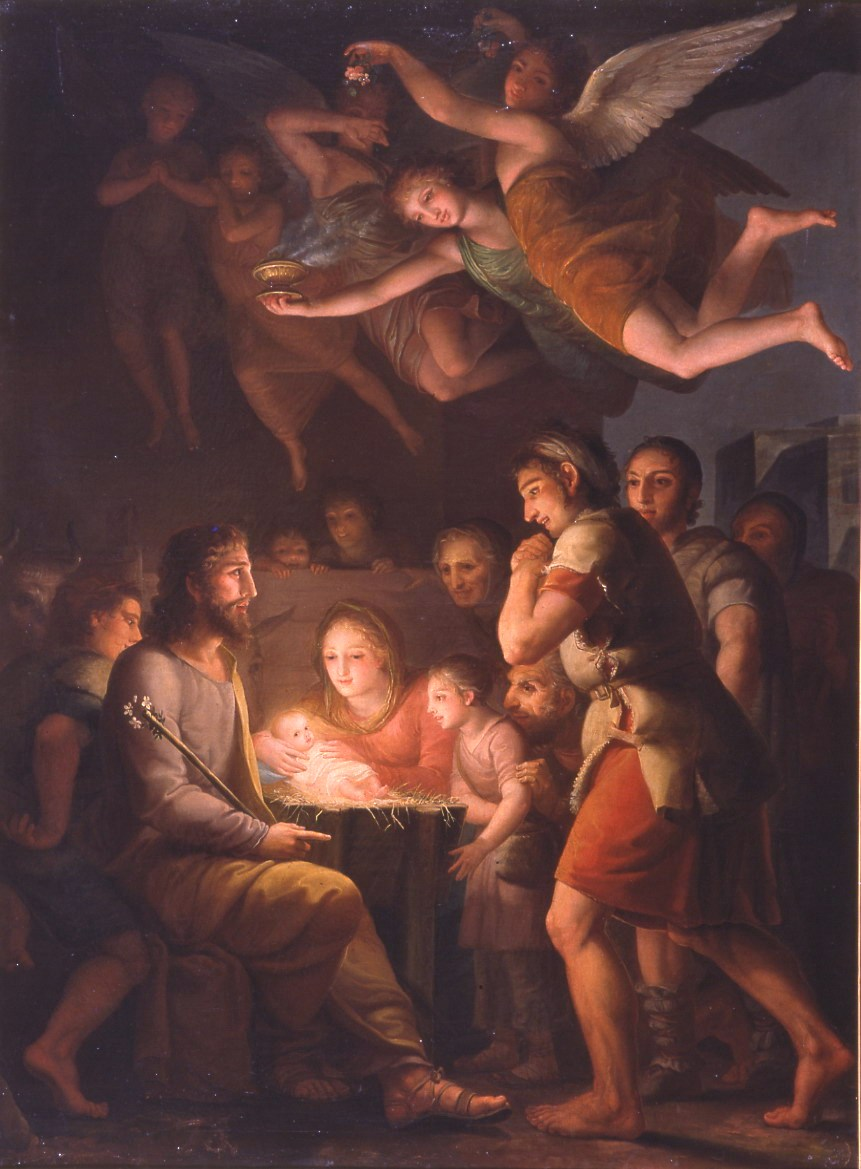
Naissance de l'Enfant Jésus, Académie royale catalane des beaux-arts de Saint-Georges de Barcelone.